# Жировицька ікона Пресвятої Богородиці в Римі

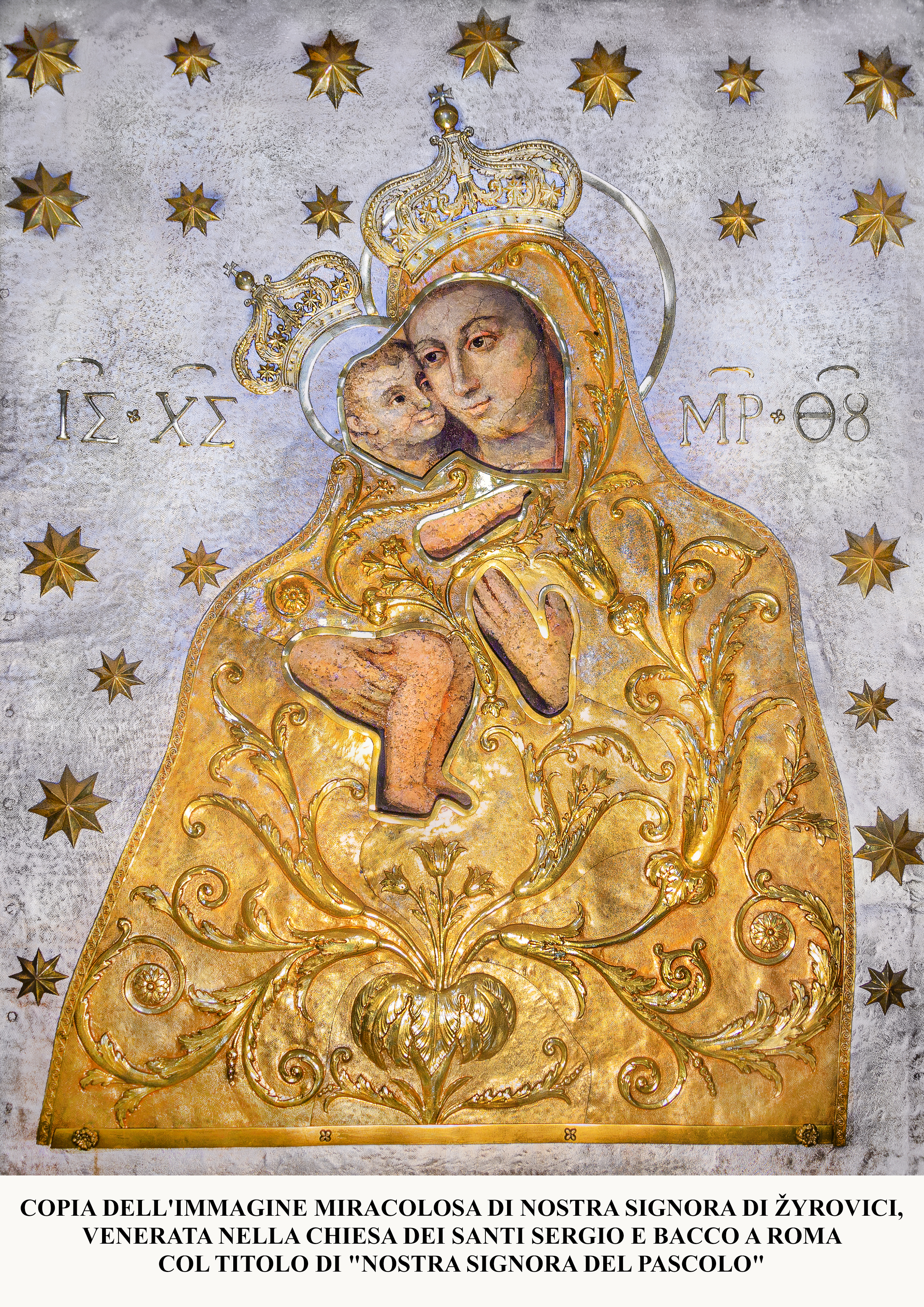
Жировицька чудотворна ікона (копія) Пресвятої Богородиці в Римі

Жировицька ікона Пресвятої Богородиці — перша в історії Київської Церкви чудотворна ікона, коронована папськими коронами. У 1718 при церкві святих Сергія і Вакха розпочалися ремонтні роботи, під час яких в захристії виявили написану на стіні фреску-копію Жировицької ікони.
21 жовтня 2018 року, Блаженніший Патріарх Святослав під час святкування 300-ліття віднайдення в Римі копії Жировицької ікони Пресвятої Богородиці проголосив цю ікону головною святинею українців в Італії.
«Тут, у Римі, чернець малював цю ікону як власну молитву. Мабуть, він намалював на цій іконі плач і сльози української землі, молитву за мир на нашій землі. Молитву за тих, хто опинився за межами рідної землі», – зазначив Глава і Отець УГКЦ Блаженнійший патріарх Святослав. 

## Оригінал Жировицької чудотворної ікони Пресвятої Богородиці
Жировицька ікона Пресвятої Богородиці — це найменша із чудотворних ікон Богородиці типу Елеуса (Замилування). Її розмір 43×56 мм. Ікона виготовлена з напівкруглого за формою каменя яшми, прозорого, синяво-сірого, що переходить аж у золотаву барву. На ньому проглядається рельєфне, виконане пласкою різьбою, зображення Пресвятої Богородиці з Дитятком Ісусом на правій руці. Довкола на облямівці були висічені слова молитви церковнослов'янською мовою: «Чеснішу від Херувимів і незрівнянно славнішу від Серафимів, що без зотління Бога Слово породила», проте до нашого часу він не зберігся.

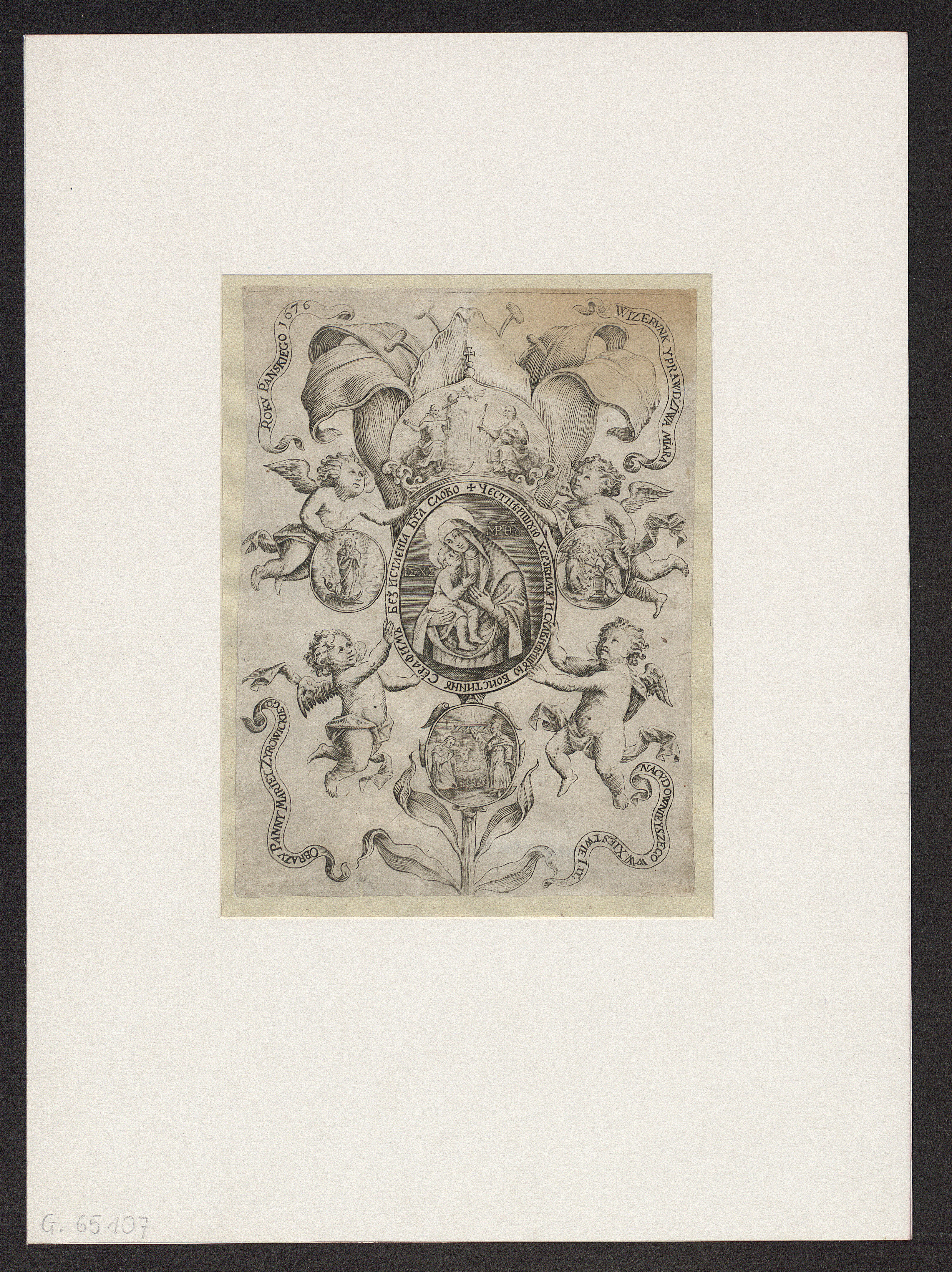
Maci Božaja Žyrovickaja. Маці Божая Жыровіцкая (A. Tarasievič, 1682)

Згідно із переказом, ця ікона з'явилася в 1470 році в селі Жировичі (тепер це село в Слонімському районі Гродненської області в Білорусі) у лісі, що належав білоруському шляхтичу, надвірному підскарбію (казначею) Великого Князівства Литовського, Олександрові Солтану. Пастухи помітили незвичайно яскраве світло, яке пробивалося крізь гілки грушевого дерева, що стояло над джерелом під горою. Підійшовши ближче, вони побачили на дереві невелику ікону Божої Матері в променистому сяйві. Пастухи з благоговінням взяли ікону й віднесли до Олександра Солтана.
Спочатку шляхтич не надав цій знахідці великого значення і заховав її в себе в помешканні. Згодом з'ясувалося, що ікона зникла з дому Солтана і невдовзі знову об'явилася на тому самому дереві. Сприйнявши це за Божий знак, підскарбій збудував на місці з'явлення ікони невеличку каплицю, куди було поміщено і саму ікону. А через декілька місяців за кошти Олександра Солтана на місці об'явлення ікони було споруджено великий дерев'яний Свято-Успенський храм.
У 1520 році цей храм повністю згорів, незважаючи на зусилля місцевих жителів загасити пожежу. Усі думали, що ікони не стало. Проте одного разу селянські діти, повертаючись зі школи, побачили незвичайної краси Діву в променистому сяйві, що сиділа на камені біля згорілого храму і тримала в руках ікону, яку всі вважали втраченою.
Відтак образ Богородиці тимчасово поставили в будинку священника. А на місці каменя, на якому сиділа Діва, внук Олександра Солтана, Іван, побудував спочатку невелику дерев'яну церкву, а згодом, через наплив паломників, була збудована велика дерев'яна церква. До неї перенесли чудотворну ікону. Близько 1526 року при храмі виник Свято-Успенський чоловічий монастир. Кам'яний храм розпочав будувати Іван Солтан приблизно у 1540 році, але будівництво він не завершив. Відкупивши в роду Солтанів Жировичі, храм і монастир добудував шляхтич Іван Мелешко та передав його у 1613 році монахам-василіанам, а зокрема — священномученику Йосафату Кунцевичу († 12 листопада 1623 року).

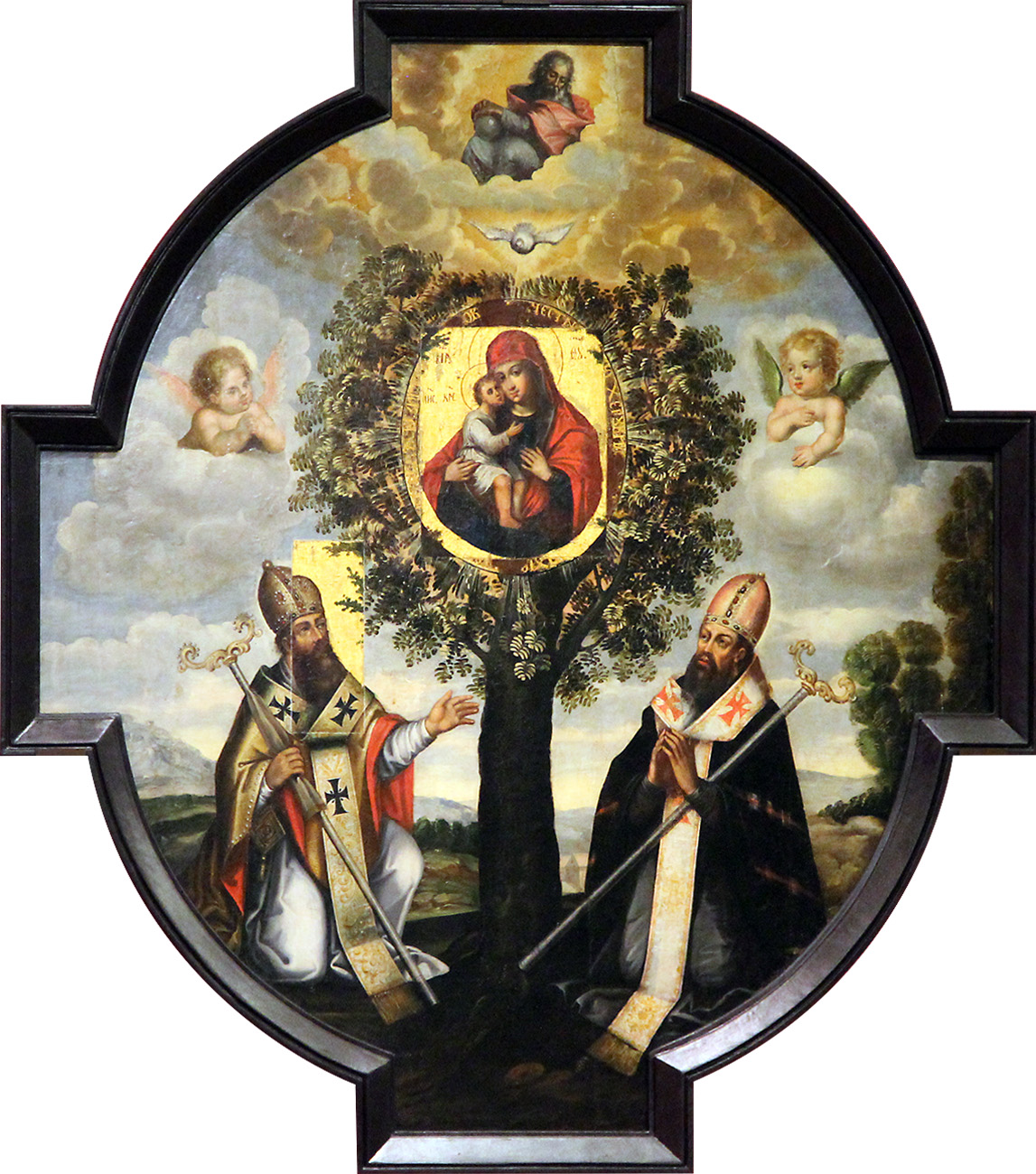
Maci Božaja Žyrovickaja. Маці Божая Жыровіцкая (1730)

У 1622 році чернець жировицької василіанської обителі, ієромонах Теодосій Боровик, написав книжку «Гистория, або повість людей розных, віры годных о образі чудовном Пренасвятейшой Дівы Маріи жировицком в повіте Слонимском, вовсім згодливая, коротко выписаная и немалою працою и старанием собраная през много грешного отца Феодосия». Вона є головним джерелом найдавніших відомостей про чудотворну ікону, спорудження на місці її об'явлення церкви і заснування монастиря.
У 1653 році ієромонах Йосафат Дуб'янецький, ЧСВВ, написав ще одне дослідження про жировицьку святиню: «Вобраз цудатвоны Найсьвятой Багародзіцы у Жыровіцах». У цій праці описані чуда, які сталися з різними людьми під час молитви перед цією іконою.
З огляду на велику кількість зцілень, що відбувалися перед іконою Богородиці в Жировичах та її копією в Римі, під час понтифікату папи Венедикта ХІІІ (29 травня 1724 року — 21 лютого 1730 року), у 1726 році, було вирішено «покласти на голову Богонемовляти Ісуса та Богородиці Діви в Жировиці у церкві отців Чину святого Василія Великого Київської митрополії золоті корони». За стараннями тодішнього прокуратора Київських митрополитів в Римі, ієромонаха Венедикта Трулевича, у Римі були виготовлені золоті корони, які благословив папа Климент XII (12 липня 1730 року — 6 лютого 1740 року) і які княгиня Анна з роду Сангушко, вдова Кароля Радзивілла, прикрасила дорогоцінним камінням. Коронація відбулася 19 вересня 1730 року в Жировичах.
Митрополит Київський, Галицький та всієї Руси Лев Кишка (17 вересня 1714 року — 19 листопада 1728 року) призначив коронацію Жировицької чудотворної ікони Пресвятої Богородиці на 8 вересня 1728 року, але через політичні події був змушений її перенести. Тож її звершив його наступник, митрополит Атанасій Шептицький (18 серпня 1729 року — 12 грудня 1746 року), у 1730 році з єпископом Володимирським і Берестейським Теодосієм Годебським (1730 — 12 вересня 1756), єпископом Пінським і Турівським Юрієм Булгаком (березень 1730 — 12 березня 1769) та за чисельної присутності вірних обох обрядів (грецького та латинського).
Під час Першої світової війни ікону вивезли до Москви, а на початку 20-х років ХХ століття вона була повернута до храму Жировицького монастиря. Сьогодні вона поміщена в соборі на честь Успіння Пресвятої Богородиці Жировицького монастиря.

## Історія Жировицької чудотворної ікони Пресвятої Богородиці вцеркві Святих мучеників Сергія і Вакха в Римі
До сьогодні залишається таємницею, хто і коли написав та хто і чому прикрив тиньком збільшену копію Жировицької ікони Пресвятої Богородиці на стіні храму Святих мучеників Сергія і Вакха в Римі, який слугував від 1639 року осідком прокураторів (офіційних представників) Київських митрополитів при Апостольській столиці. Є припущення, що цю ікону міг написати один із ченців-василіан з литовської провінції, який був у Жировичах і не бажав покидати цього місця, але з волі настоятелів прибув до Рима.
У серпні 1718 року тодішній прокуратор, священник Венедикт Трулевич, сказав мулярові Симонові Чотті розпочати реставраційні роботи в церкві Святих мучеників Сергія і Вакха в Римі. Коли майстер розпочав роботу в кімнаті, яка сьогодні є ризницею, то, знімаючи штукатурку, побачив намальоване на стіні око, а невдовзі — і друге. Вражений, пішов сповістити про це отця Венедикта, але той наказав забілити зображення і продовжувати працювати. Після закінчення робочого дня Симон пішов додому. Прийшовши до церкви наступного дня, чоловік побачив, що те вапно, яким він забілював зображення, відпало, і показалася ціла ікона із зображенням Матері Божої з Дитям Ісусом на руках. Майстер негайно побіг за отцем-прокуратором. Коли ж прийшов отець Венедикт, то побачив, що зображення на стіні — це точна збільшена копія Жировицької чудотворної ікони Матері Божої (її розмір 1х1,5 м).
Незважаючи на те, що ікона була покрита вапном і зберігалася у вологому місці (імовірно, близько 80 років), вона не втратила своєї краси. Проте образ мав пошкодження від гострого інструмента, що його муляр використовував під час ремонтних робіт, а також від цвяха, який прибили на ній, аби повісити лампаду. Тому отець-прокуратор вирішив відновити її, доручивши цю справу досвідченому художнику Лаврентієві Ґраміччу (1702/1704–1795), учневі славного Бонавентури Ламберті (1651—1721), проте той відмовився. Через деякий час художник відчув дуже сильний біль у нозі. Будучи прикованим до ліжка, він погодився відновити ікону, «позбуваючись у той спосіб немилої слабості».
Через рік, на початку серпня 1719 року, почали відбуватися чудесні зцілення після молитви перед іконою. Відомий випадок із тринадцятьма чоловіками із села з-поза Рима, які прийшли до церкви, клякнули перед чудотворною іконою і потім помазали себе оливою з лампади. Коли ж їх запитали, хто сказав їм так вчинити, то вони відповіли: «Коли ми працювали в полі місцевості Аффогалазіно (5–6 миль від Рима), гарна і велика Пані сказала нам: „Якщо хочете видужати, підіть до церкви Святих Сергія і Вакха коло Мадонна дей Монті і помастіть себе оливою з лампадки, яка горить перед іконою, що її недавно там відкрито“». Помазавшись, чоловіки відійшли втішені і ніхто їх більше не бачив. Через кілька днів після того прийшло п'ятнадцять жінок у білому одязі, та й після молитви перед іконою пішли.
15 серпня 1719 року, до церкви Святих Сергія і Вакха прийшло значне число вірних. Храм навіть був відчинений протягом усього тижня, бо кількість паломників постійно зростала. Міська влада наказала поставити перед іконою цегляний мур, щоб припинити цей людський потік. Це сталося 1 вересня 1719 року. Але навіть коли звели мур і двері церкви зачинялися, багато прочан збиралося на площі перед храмом.
Папа Климент ХІ (23 листопада 1700 року — 19 березня 1721 року) дозволив знести мур, а ікону наказав вирізати з нього й перенести до церкви для загального вшанування. Це було зроблено в ніч на 7 вересня 1719 року. Ікону перенесли і вмурували над головним престолом, де вона перебуває до сьогодні.
На стіні в захристії, де святиня була перед тим, встановлено пам'ятну мармурову плиту з написом: «Тут була ікона Пречистої Діви Марії на пасовищі, копія тієї, яку почитають в Жировичах, славна чудами в 1718 році. Її відкрито випадково під штукатуркою муру. Наступного року, того самого місяця, почав сходитися народ і так збільшувався, що з доручення папи Климента ХІ її вирізано з муру і перенесено до церкви 7 вересня 1719 року».
Тож серед мешканців римського кварталу Монті ширився культ Жировицької чудотворної ікони Пресвятої Богородиці. Від 25 серпня 1719 року до 10 лютого 1804 року було зареєстровано 151 випадок оздоровлення й заступництва. Із них 128 випадків належать до першого періоду: від 25 серпня до 7 вересня 1719 року. Між оздоровленими були і вірні віддалених парафій, які прибували навіть з Парми, Болоньї та Губбіо.
У 1735 році чернець-василіанин Ігнатій Кульчинський (1707—1747) провів інвентаризацію церкви, результати якої подав до Конгрегації пропаганди віри; серед описаних церковних речей була «Книга одержаних ласк, що їх приписувано Пречистій Діві Марії».

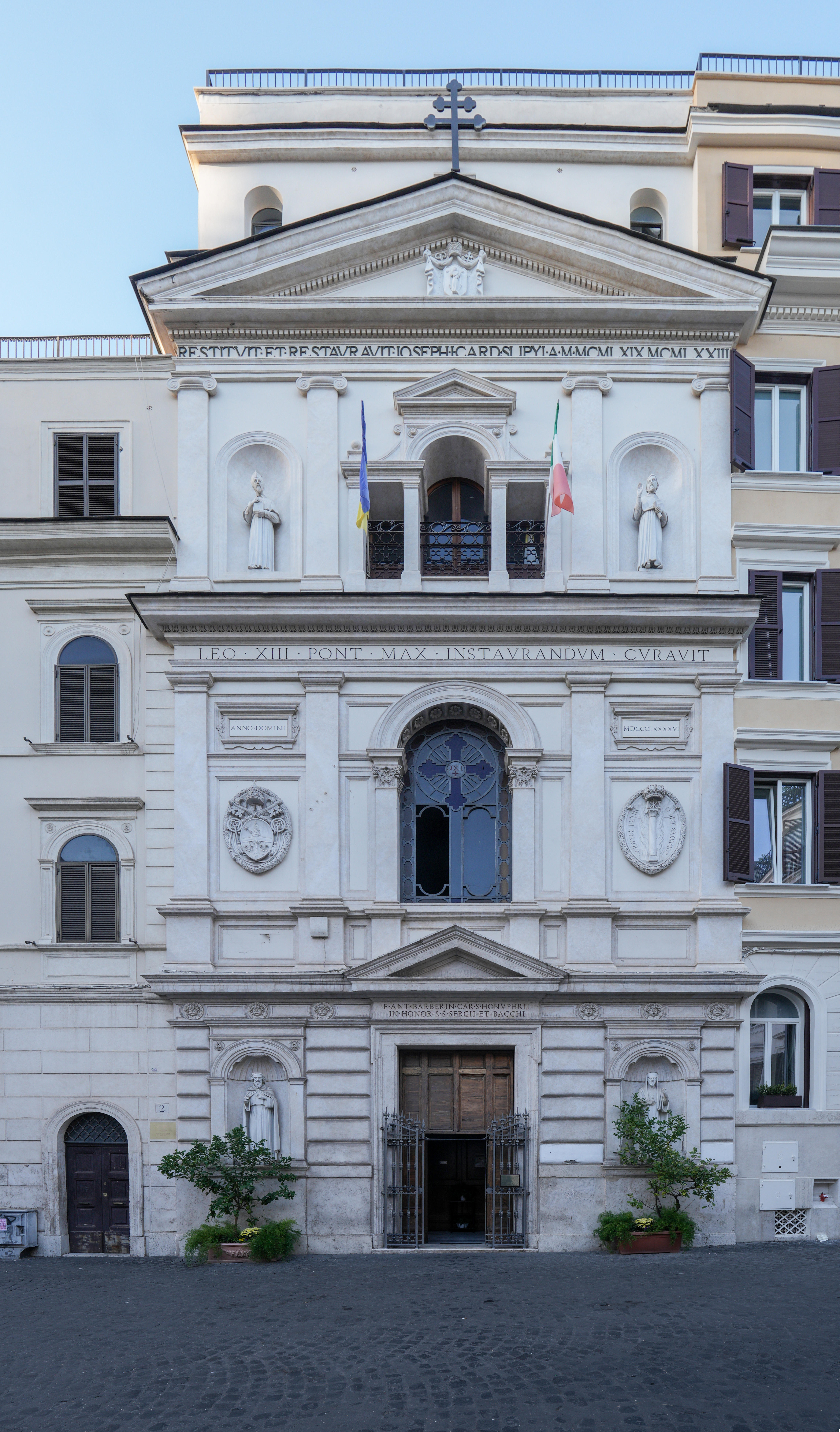
Церква святих мучеників Сергія і Вакха та Жировицької ікони Пресвятої Богородиці в Римі

Ще перед тим, у 1732 році, цей ієромонах написав працю про Жировицьку ікону Пресвятої Богородиці в храмі Святих мучеників Сергія і Вакха в Римі «Il Diaspro Prodigioso Di tre Colori ovvero Narrazione istorica Delle tre Imagini Miracolose della Beata Vergine Maria: La prima, di Zyrovvice in Lituania, la Seconda, del Pascolo in Roma, e la Terza Copia della Seconda parimente in Zyrovvice detta da quei Popoli Romana» (Чудотворна триколірна яшма, або історична оповідь про три чудотворні ікони Діви Марії: перша — в Жировичах у Князівстві Литовському, друга — Богородиця дель Пасколо [з пасовища] в Римі, і третя — це копія другої, подарована римлянами в Жировичі). Копія римської ікони, яка була подарована в Жировичі зникла, ймовірно, під час Першої світової війни. Автор описує історію оригінального зображення в Жировичах та події віднайдення і перенесення до храму Святих мучеників Сергія і Вакха вирізаної з муру копії Жировицької ікони Пресвятої Богородиці. Зокрема, у своїй праці Ігнатій Кульчинський пише, що після перенесення ікони 7 вересня 1719 року до храму її ще один раз переміщували у зв'язку з ремонтом у церкві: 13 вересня 1730 року образ вийняли зі стіни і перенесли до бічної каплиці храму, а назад помістили після завершення робіт у суботу, 29 жовтня 1730 року, за участю тодішнього архиєпископа Полоцького, а згодом і митрополита Київського Флоріана Гребницького (16 грудня 1748 року — 18 липня 1762 року).
Варто згадати й про те, що у 1801 році церкву відвідав папа Пій VII (1800–1823), той самий, який у 1807 році відновив Галицьку митрополію. Він урочисто, з цілим папським двором, увійшов до церкви та молився перед чудотворною іконою, дякуючи за визволення з наполеонівської неволі.
В інвентарі церкви Святих мучеників Сергія і Вакха, зробленому єромонахом Йорданом Міцкевичем 30 червня 1820 року, є запис про те, що у 1819 році була виготовлена металева позолочена риза для Жировицької ікони із срібними позолоченими коронами, прикрашеними штучним дорогоцінним камінням.
Папа Лев ХІІ (1823–1829) у 1827 році своїм декретом присвятив церкву Святих мучеників Сергія і Вакха іконі Божої Матері «На пасовищі». Означення «На пасовищі» нагадує про місце, де пастухи знайшли оригінал цієї святині. Це сталося, як було описано вище, у селі Жировичі в XV столітті. Ще досі церкву Святих мучеників Сергія і Вакха популярно називають церква Богородиці з пасовища (Madonna del Pascolo).
11 липня 2019 року Святіший Отець Франциск буллою «Christo Salvatori» («Христу-Спасителю») створив для українців візантійського обряду, що проживають в Італії, Апостольський екзархат. Примітно, що катедральним храмом новоствореного екзархату став парафіяльний храм Святих мучеників Сергія і Вакха та Жировицької ікони Пресвятої Богородиці в Римі.
21 жовтня 2018 року, Блаженніший Патріарх Святослав під час свого візиту до української парафії Святих мучеників Сергія і Вакха з нагоди храмового празника та святкування 300-ліття віднайдення в Римі копії Жировицької ікони Пресвятої Богородиці проголосив цю ікону головною святинею українців в Італії.

## День вшанування Жировицької Ікони Пресвятої Богородиці та її римської чудотворної копії
В літургійному календарі днем почитання чудотворної Жировицької ікони Пресвятої Богородиці є 20 травня. Саме в цей день в Жировичах, місці Її об'явлення, відбувалися та відбуваються святкування.
День вшанування цієї ікони в Римі — 7 вересня (з нагоди її перенесення до церкви Святих мучеників Сергія і Вакха після віднайдення в серпні 1718 році).

## Молитва до Богородиці, прославленої в чудотворній Жировицькій іконі

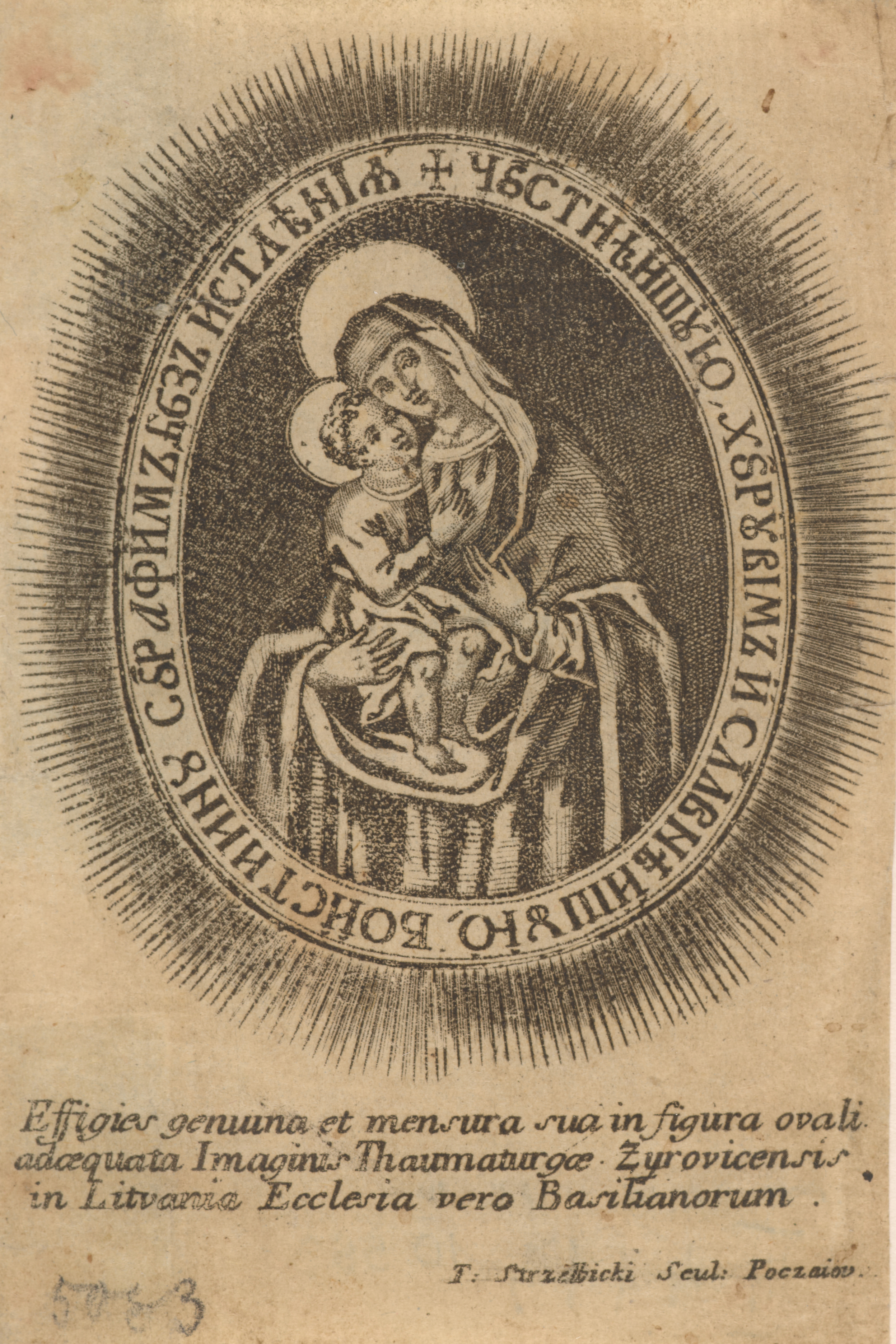
Maci Božaja Žyrovickaja. Маці Божая Жыровіцкая (T. Stralbicki, 1800-20)

### Молитва перша
|  | О Мати Божа, Утішителько знедолених! Ми Тебе почитаємо в Жировицькій іконі, з якої Ти випромінюєш благодатне світло і показуєш повноту доброти, ніжності, надії та любові. Прибігаємо до Тебе, благаючи про зцілення для хворих, скріплення віри, розкаяння грішників, злагоду в сім'ях, єдність і солідарність з усіма християнами та добробут для всього світу. Благослови і захисти, молися і заступайся в Сина Твого Ісуса Христа за всіх нас. |

### Молитва друга
|  | О Премилосердна Владичице, Діво Богородице! Якими устами торкнуся до святині Твоєї або якими словами ісповім щедроти Твої, що їх людям являла Ти? Бо жоден, хто прибігає до Тебе, не відходить не вислуханим і без допомоги. Від юності моєї шукаю Твоєї допомоги і захисту та ніколи не був позбавлений милосердя Твого. Споглянь, Владичице, на скорботу серця мого і побач рани душі моєї. І нині, схиливши голову, стоячи перед пречистим Твоїм образом, приношу Тобі мої моління: не позбав мене всесильного заступництва в день скорботи моєї і в день печалі моєї заступи мене. Не відвернися від струменів сліз моїх, Владичице, і радістю наповни серце моє. Пристановищем і захистом будь мені, Милостива, і промінням світла Твого, розум мій просвіти. Не тільки за себе молю Тебе, а й про людей, що прибігають до заступництва Твого. Церкву Сина Твого у благості збережи і охорони її від злих нападів ворогів, що повстають на неї. Архипастирям нашим пошли поміч Твою в апостольстві, і збережи їх здоровими, довголітніми, щоб правдиво навчали слово істини Господньої. Пастирям випроси в Бога, Сина Твого, ревність і піклування про душі стада словесного, яке вручене їм; дух розуму і благочестя, чистоти і правди божественної їм пошли. Виблагай також, Владичице, у Господа верховній владі нашій і містоправителям мудрість і силу, суддям — правду і чесність до всіх, а всім, хто вдається до Тебе, — духа цнотливості, смиренномудрості, терпеливості і любові. Ще молю Тебе, Премилосердна, щоб Ти осінила країну нашу покровом Твоєї благодаті і визволяла її від лиха стихій, нашестя ворогів та міжусобиць, щоб усі, хто живе в ній, у мирі та любові перебуваючи, тихе і безтурботне життя прожили і, вічні блага Твоїми молитвами успадкувавши, могли разом з Тобою хвалити Бога на небі повіки. Амінь. |